# Венд
Вендский период (венд) — единственный и финальный период протерозойского акрона (и всего докембрия) в российской стратиграфической шкале. Начался 600 млн лет назад и завершился 535 млн лет назад. Следует за рифейским подэоном и предшествует кембрию. Делится на две эпохи: ранний (600—570/555 млн лет назад) и поздний (570/555-535 млн лет назад).
Аналогом венда в международной шкале является эдиакарий, однако он длиннее венда, и длился с 635 до 538,8 млн лет назад.
Терригенные отложения венда присутствуют на территории Непского свода на Сибирской платформе.

## История

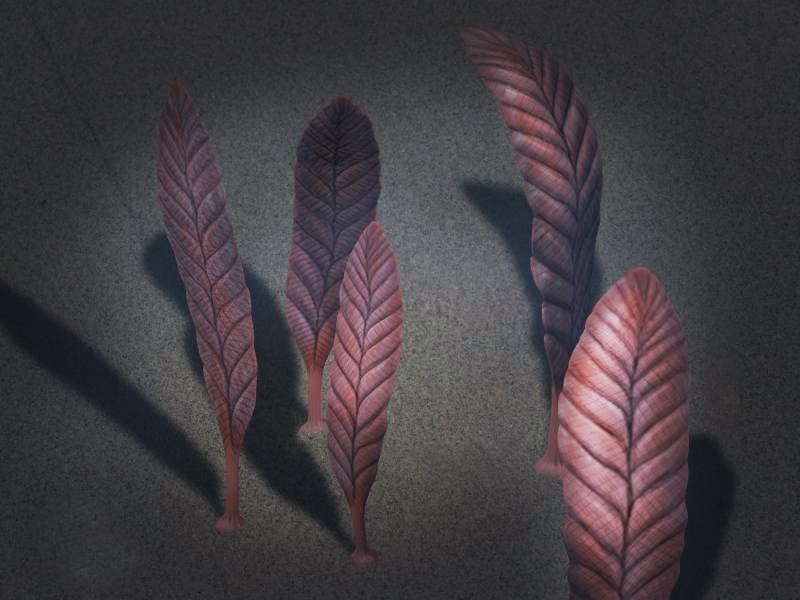
Чарния — известный представитель вендской фауны

Название «венд» было предложено советским геологом и палеонтологом Борисом Соколовым в 1952 году для регионального горизонта, впервые изученного по скважинам на северо-западе Восточно-Европейской платформы. Вендской горизонт состоял из гдовских аркозовых песчаников и залегающих на них котлинских ляминаритовых глин и был выделен как древнейшая раннепалеозойская часть осадочного чехла, расположенная непосредственно на кристаллическом фундаменте Восточно-Европейской платформы. В первое время официально применялся термин «валдайский комплекс». Над вендскими отложениями располагался балтийский комплекс, в котором были известны немногочисленные ископаемые нижнего кембрия. Б. С. Соколов первоначально считал венд отдельной системой палеозоя, предшествующей кембрию, аргументируя это общностью этапа образования платформенного чехла.
С вендскими отложениями предположительно коррелировала синийская система, открытая А. Грэбо (A. Grabau) в 1922 году в Китае и долгое время не имевшая определённых объёмов. Возраст нижних слоёв синия оценивался как 800 млн лет, что значительно древнее валдайской подошвы. Когда синийские отложения были окончательно отнесены к протерозойским образованиям, встал вопрос о самостоятельности и возможном ранге валдайской серии и других отложений Восточно-Европейской и Сибирской платформ. Все эти отложения залегали на кристаллическом фундаменте и подстилали кембрийские слои с многочисленными окаменелостями скелетной фауны, хотя сами практически не содержали скелетных остатков.
В дальнейшем в нижних слоях валдайской серии были обнаружены многочисленные останки бесскелетных многоклеточных, аналогичных уже известным находкам верхнего докембрия Австралии и других регионов: отпечатки крупных водорослей, планктона, а также строматолиты. Этот комплекс ископаемых резко отличался от кембрийского и был гораздо более разнообразным, чем рифейский, что послужило основанием для выделения верхнего докембрия в качестве особой геологической системы.
В поисках естественной подошвы венда в него стали включать расположенную ниже волынскую серию, для которой характерны тиллиты (конгломераты ледникового происхождения), а также слои базальтов и туфов. Оба эти признака характерны для докембрия многих районов мира. Таким образом, венд получил глобальную определённость как период оледенения с последующей за ним трансгрессией, вызванной потеплением климата в результате вулканической деятельности.
В качестве стратиграфического подразделения на территории СССР венд был официально признан рядом межведомственных совещаний в 1962—1965 годах. В 1990—1991 годах официально утверждён МСК.
Концепция венда формировалась стратиграфически сверху вниз, и нижняя граница кембрия стала верхней границей венда. Палеонтологическое обоснование этой границы было разработано отдельно для обломочных кремниевых бассейнов (основа балтийского яруса Восточно-европейской платформы) и для карбонатных бассейнов (основа томмотского яруса Сибирской платформы). Нижнюю границу венда было предложено определить в основании варангерских тиллитов Лапландии.
Венд в своей типовой области состоит из больших подразделов: лапландского, редкинского, котлинского и ровненского региональных ярусов с глобально прослеживаемыми подразделами и их границами, включая нижнюю. Редкинский, котлинский и ровненский региональные ярусы были обоснованы в типовой области венда на основе часто встречающихся органостенных микроокаменелостей, крупных водорослей, окаменелостей и отпечатков многоклеточных животных. Нижняя граница венда может иметь биостратиграфическое обоснование, если рассмотреть всемирную встречаемость сообществ гигантских акантовидных акритархов из австралийской формации Пертататака.

Российская стратиграфическая шкала для протерозоя
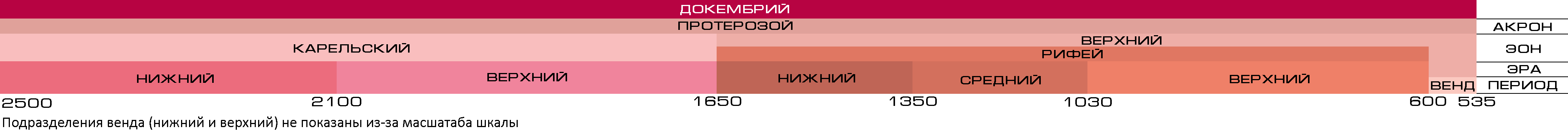
Венд замыкает шкалу справа